# Municipalità di Port Macquarie - Hastings
La municipalità di Port Macquarie - Hastings è una Local Government Area che si trova nel Nuovo Galles del Sud. Essa si estende su una superficie di 3.686,1 chilometri quadrati e ha una popolazione di 76.323 abitanti. La sede del consiglio si trova a Port Macquarie.